# 第聂伯河水电站

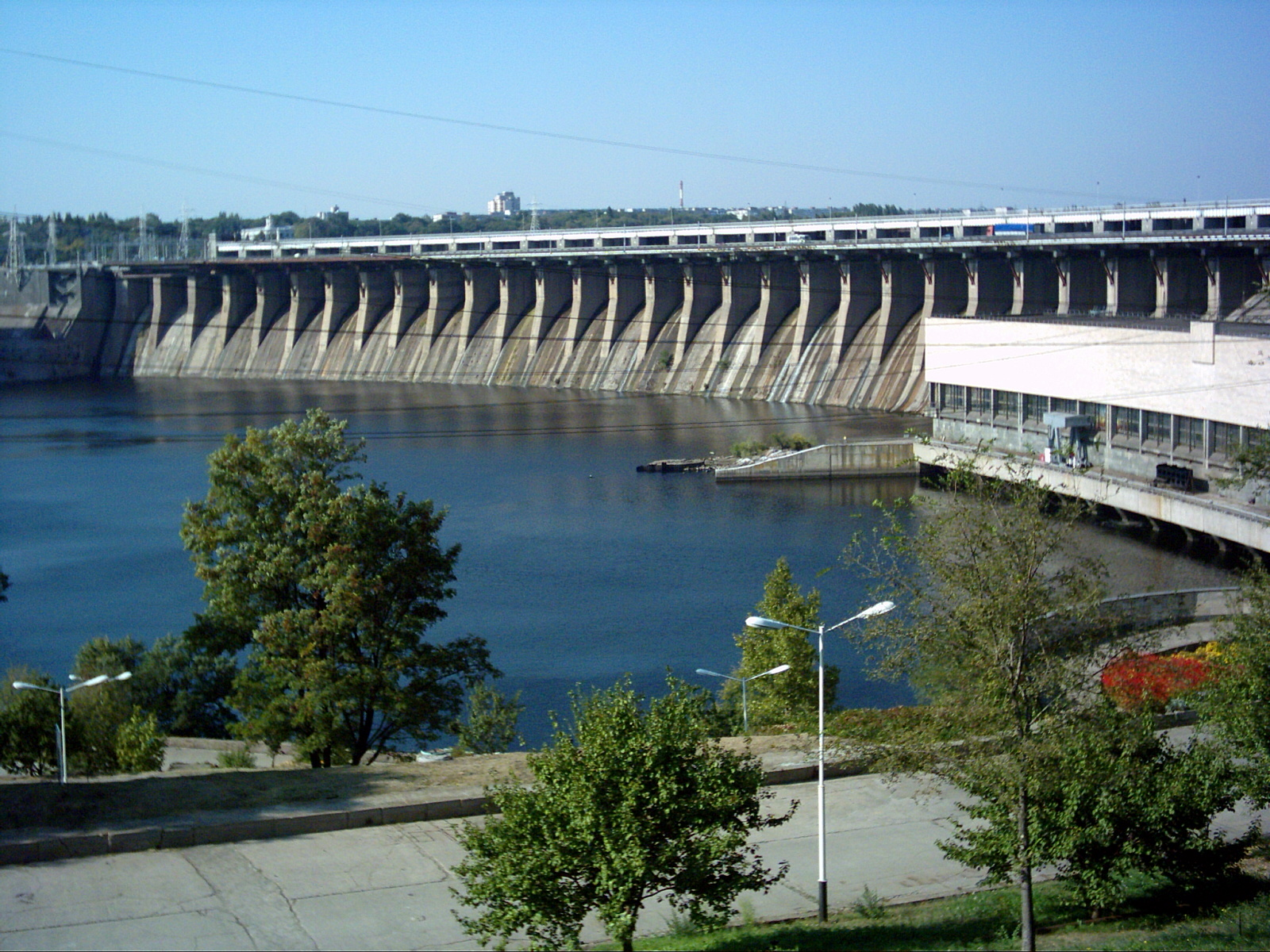
第聂伯河水电站

第聂伯河水电站（羅馬化：DniproHES）是第聂伯河上最大的水电站，位于乌克兰扎波羅熱州扎波罗热附近。這是第聶伯河梯級水電站的第五級，為頓涅茨-克里維羅工業區提供電力。 第聶伯水庫向上游延伸129（80英里），直到中部城市聶伯城附近。
該水力發電站由蘇聯分兩個階段建造。 第一階段 (DniproHES-1) 於 1927 年至 1932 年首次建成。 它在第二次世界大戰期間被摧毀，使前進的德國軍隊更難過河，並於 1943 年再次被炸毀，這次是被撤退的德國軍隊炸。  然後在 1944-1950 年間重建。 第二階段 (DniproHES-2) 建於 1969 年至 1980 年，並在 2000 年代進行了現代化改造。

## 建造

### 早期计划
即使在第聂伯河的枯水期，该水电站附近仍有将近100公里长的激流，也就是现在第聂伯罗彼得罗夫斯克到扎波罗热之间的第聂伯河河段，19世纪工程有计划讲此段河段疏浚通航。
雖然這些項目的主要目標是改善航運，但就“自由流動的水的利用”而言，水力發電同時得到發展。

### 苏联电气化委员会计划和建造, 1921–1941年

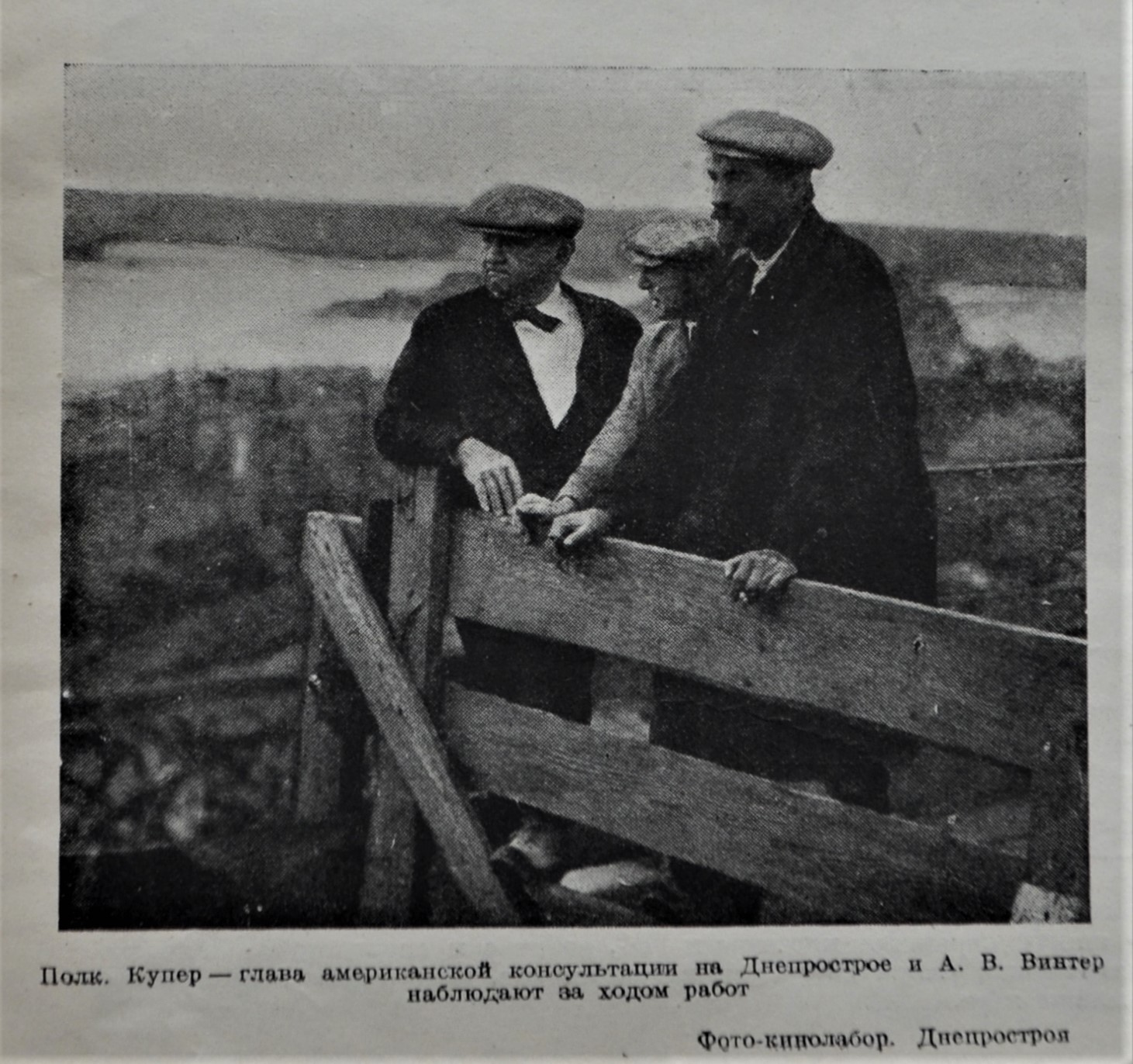
顧問負責人庫珀上校，和第聶伯河水電站建設經理亞歷山大·溫特(Alexander Vinter)在左邊。

第聶伯羅大壩建在農村騰出的土地上，以刺激蘇聯的工業化。一家名為第聂伯罗斯特罗伊（大壩的別名由此而來）的特殊公司成立了，該公司後來在第聶伯河上建造了其他大壩，並一直存在至今。被接受的大壩設計可以追溯到1920年代初期採用的蘇聯俄罗斯国家电气化委员会计划電氣化計劃。該站由以国家电气化委员会计划首席專家伊万·加夫里洛维奇·亚历山德罗夫教授為首的工程師團隊設計，亚历山德罗夫後來成為蘇聯國家計劃委員會的負責人。 該電站計劃為也將在該地區建造的幾家鋁生產廠和一家優質鋼鐵廠提供電力。

### 二戰及戰後重建
在第二次世界大戰期間，具有重要戰略意義的大壩和電廠在1941年德國入侵蘇聯後被撤退的紅軍炸毀。美國記者 H. R. Knickerbocker 當年寫道：
俄國人現在通過摧毀第聶伯羅彼得羅夫斯克的大壩證明，他們真的打算在希特勒面前執行焦土策略，即使這意味著摧毀他們最寶貴的財產……第聶伯羅斯特羅伊幾乎是蘇聯人民崇拜的對象。 它的毀滅表明了一種超出我們想像的反抗意志。 我知道那座大壩對布爾什維克意味著什麼……它是第一個五年計劃中所有宏偉工程中最大、最壯觀、最受歡迎的……建造時的第聶伯河大壩是地球上最大的。因此它在蘇聯人民的想像和情感中佔有一席之地，而我們很難意識到……斯大林下令摧毀它對俄羅斯人的情感意義比羅斯福下令摧毀巴拿馬運河對我們的意義更大 。
洪水氾濫導致 20,000 至 100,000 多名毫無戒心的平民以及正在過河的紅軍軍官喪生。  它在 1943 年被撤退的德國軍隊再次部分炸毀，儘管另一個消息來源稱德國這樣做的企圖被蘇聯人挫敗了。  最終，水壩大面積破壞，動力室也險些毀於一旦。 兩者均於 1944 年至 1949 年間重建。
通用電氣 (GE)為大壩建造了新的發電機。 它們的重量超過 1,020 噸。 這些發電機取代了二戰期間被摧毀的發電機。 每台新機組的額定功率為 90 兆瓦，而 1931 年建造的舊發電機的額定功率為 77.5 兆瓦。機架直徑為12.93（42.4英尺），發電機組於 1946 年發貨。
1950年重新發電。1969-1980年建成第二座發電廠，發電能力828兆瓦。 目前，大壩長800（2,600英尺），高 61（200英尺）。 大壩將河水抬高至 37（121英尺），淹沒了上面的急流，使整個第聶伯河都可以通航。 在其悠久的歷史中，大壩被譽為蘇聯工業化計劃最偉大的成就之一。

### 俄烏戰爭
2024年3月22日，烏克蘭國營企業「烏克蘭水電」公司表示，烏克蘭第聶伯河水電站因遭俄軍導彈襲擊起火，水電站大壩上的交通運輸已停止，表面检查表明需要数年时间才能恢复。3月23日，據烏克蘭國際文傳電訊社報道，烏克蘭紥波羅熱州軍政負責人費多羅夫表示，第聶伯河水電站局勢已得到控製，不存在潰壩威脅。

## 圖庫

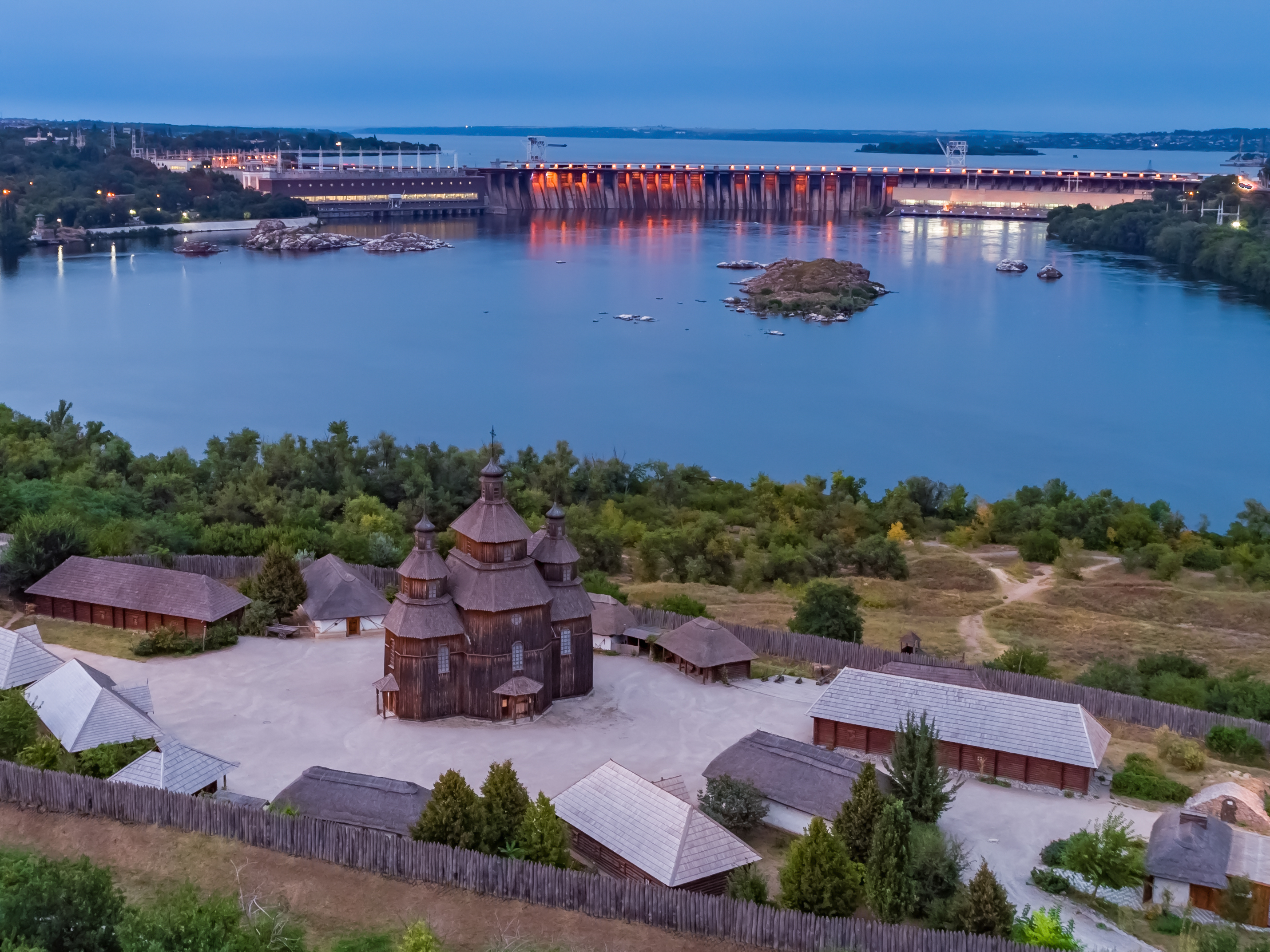
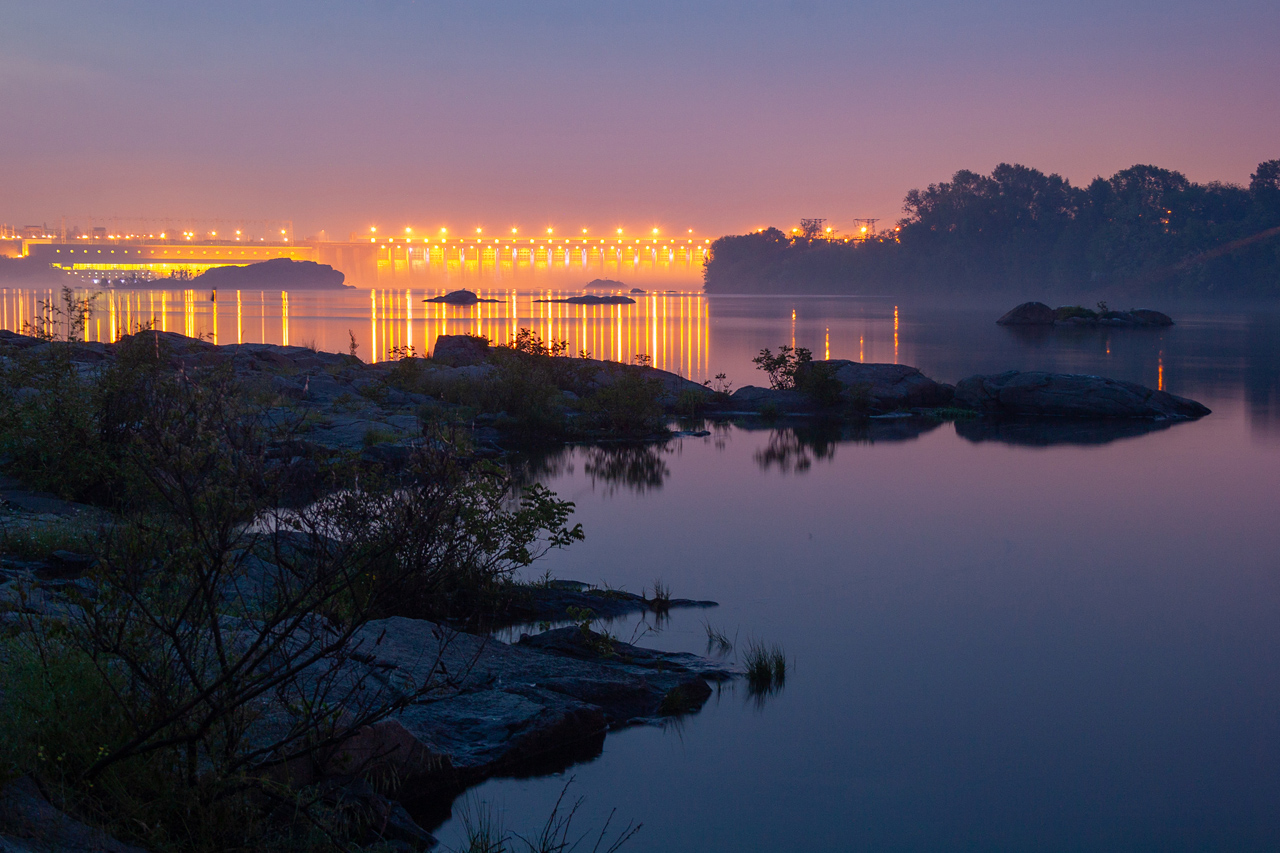
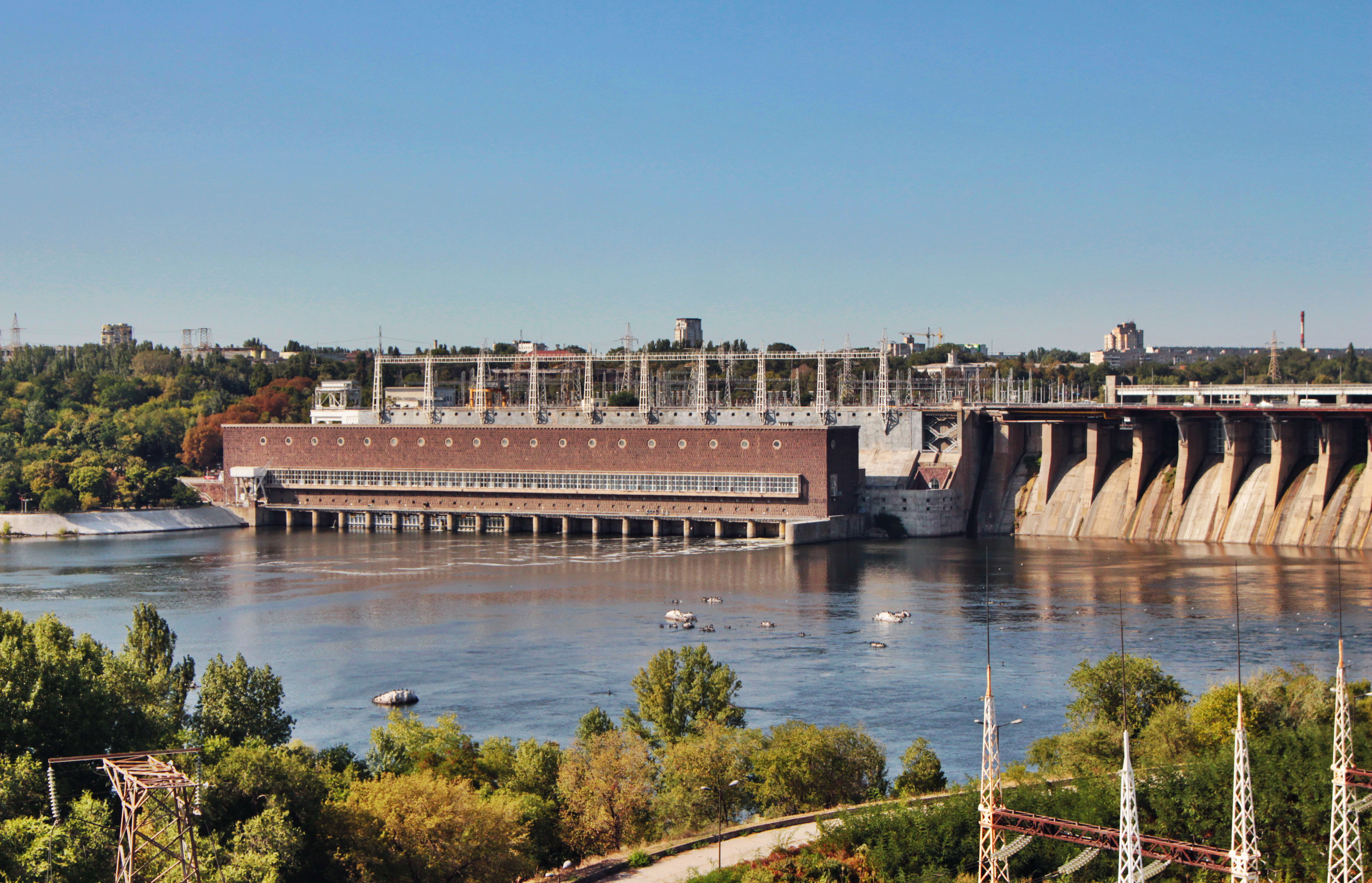
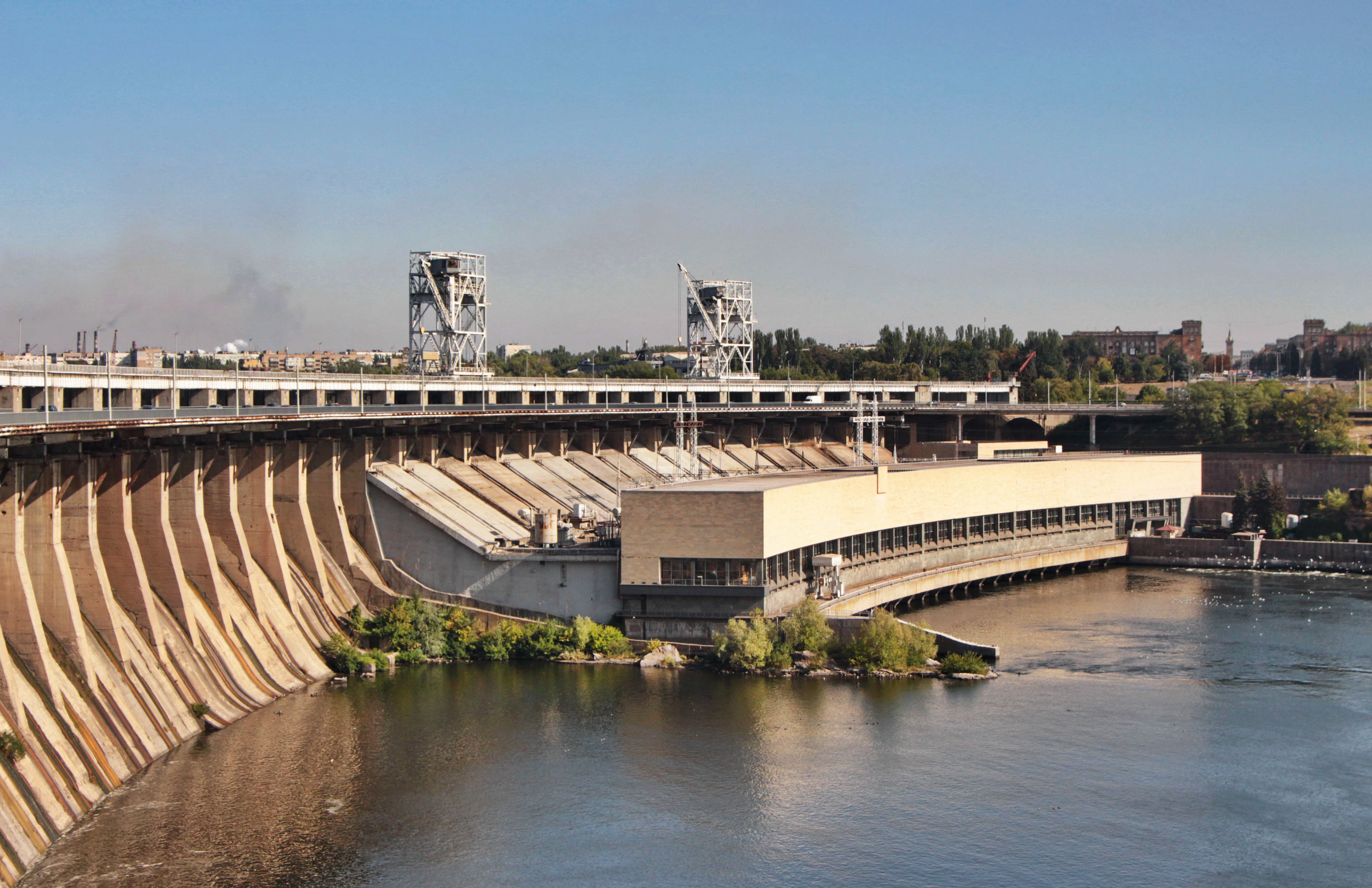
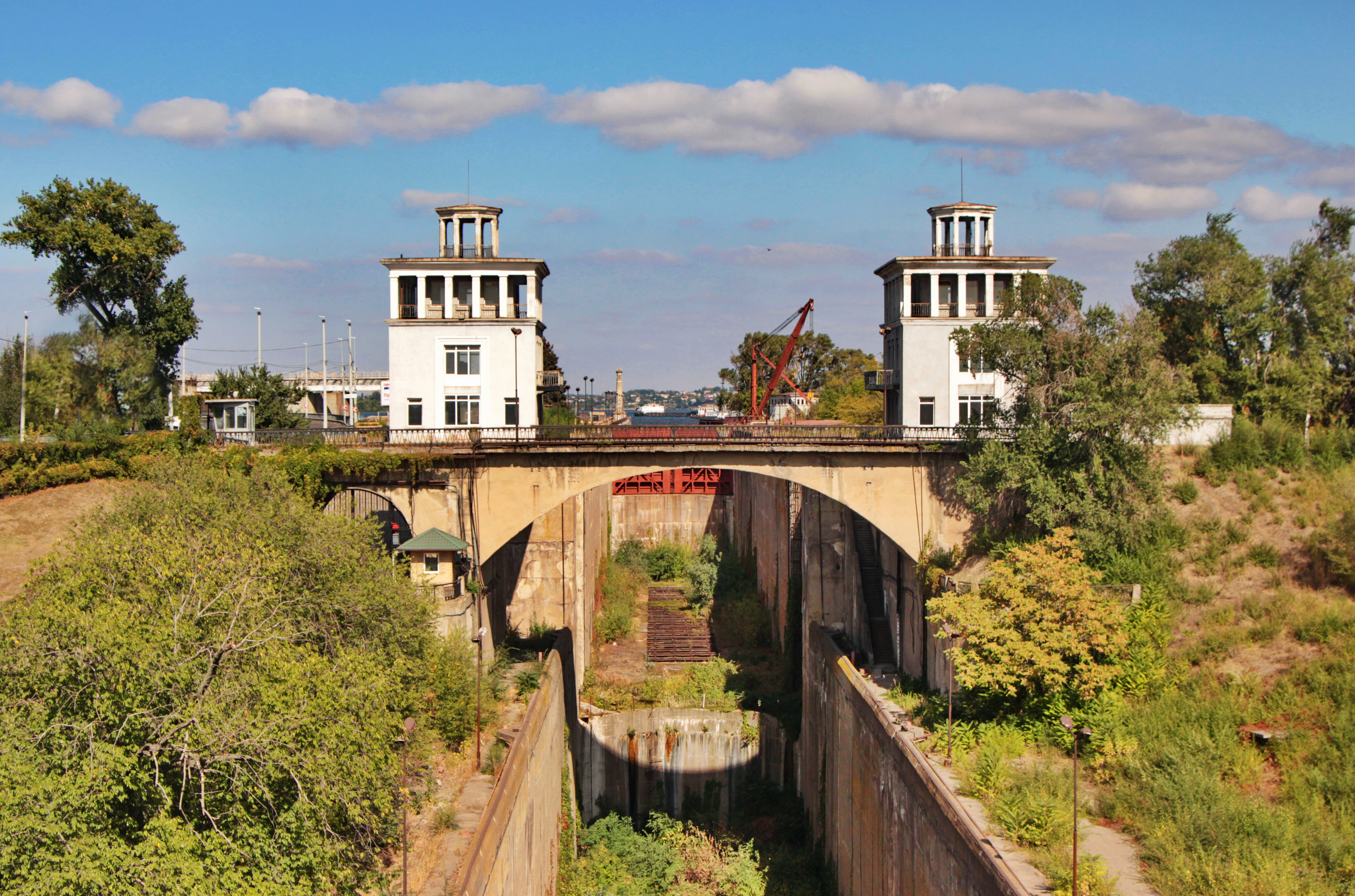
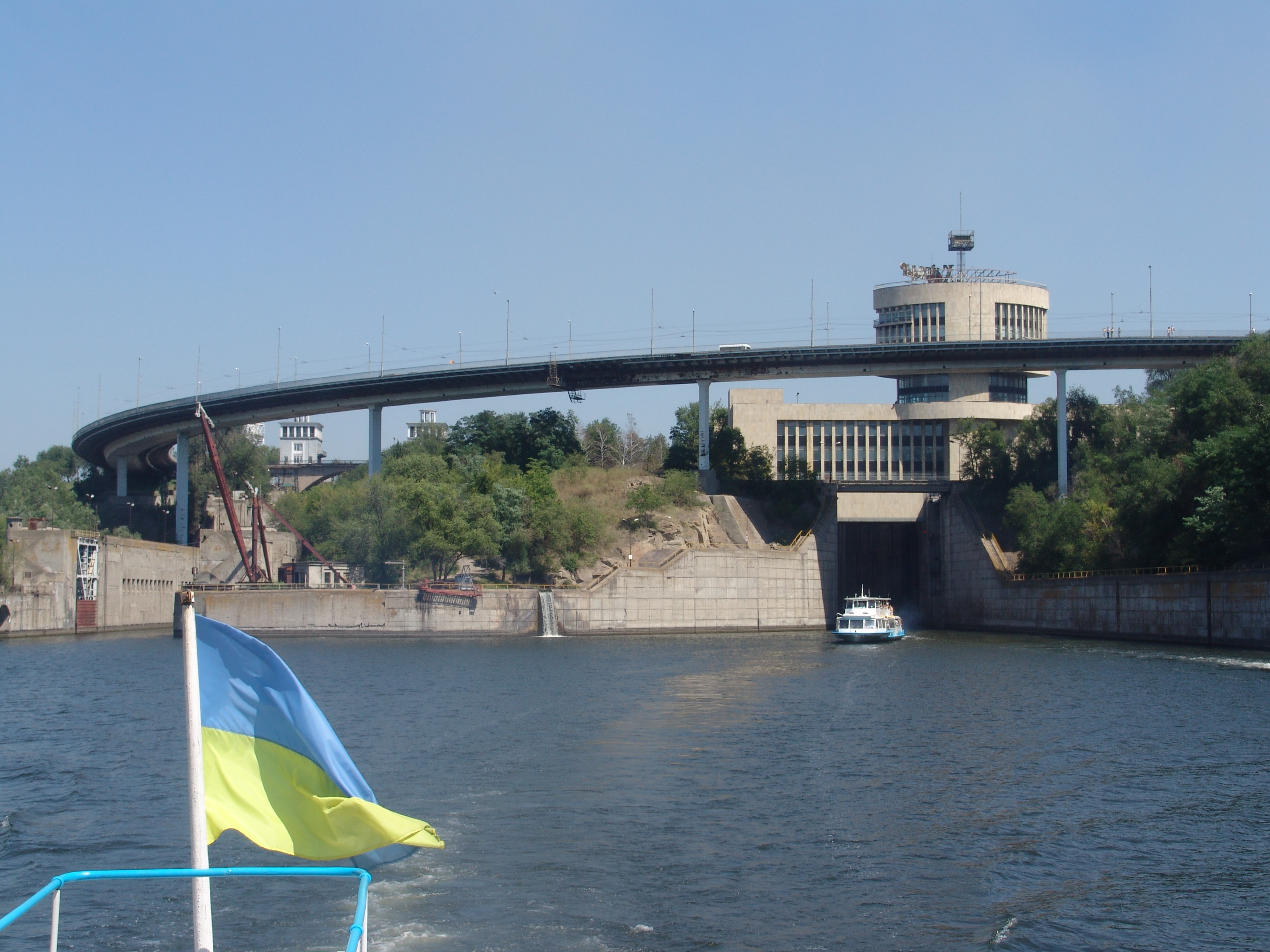
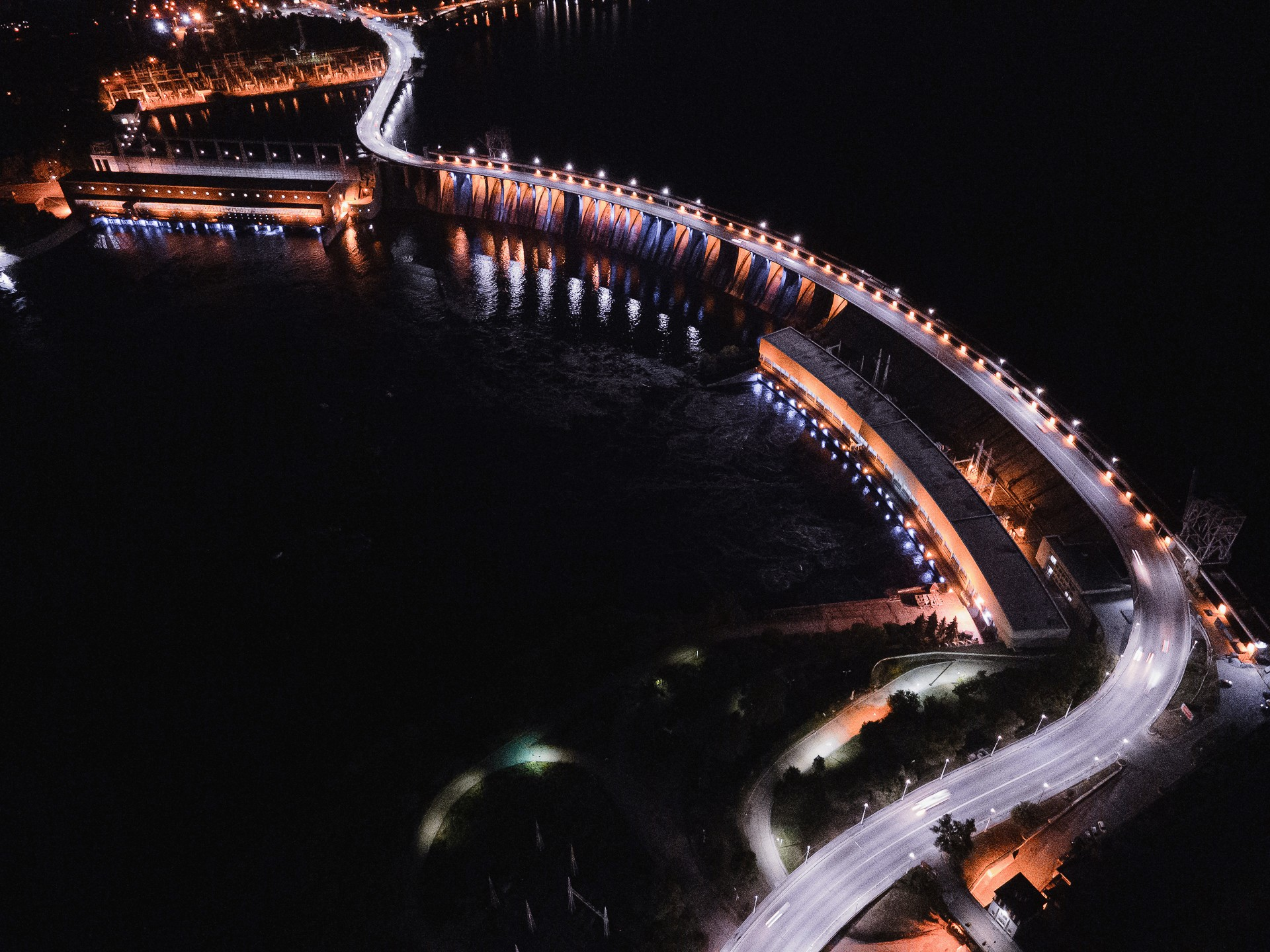
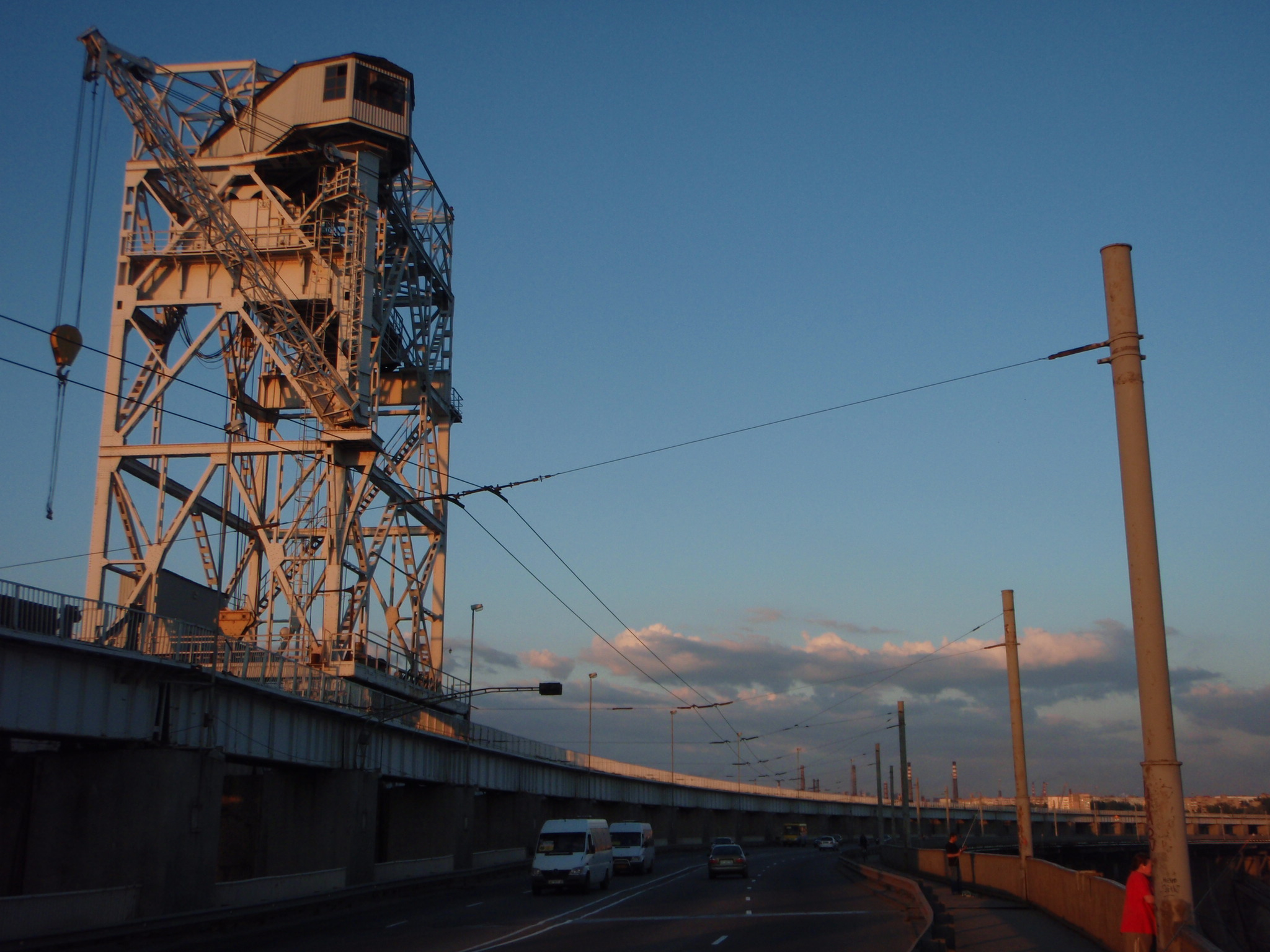